# Нигерија на Светском првенству у атлетици на отвореном 2013.
Нигерија је на 14.Светском првенству у атлетици на отвореном 2013. одржаном у Москви од 10. до 18. августа, учествовала четрнаести пут, односно учествовала је на свим првенствима до данас. Репрезентацију Нигерије представљало је осамнаест учесника (7 мушкараца и 11 жена) који су се такмичили у шест тркачких и две техничке дисциплине.,
На овом првенству Нигерија је по броју освојених медаља делила 24. место. Освојила је две медаље:једну сребрну и једну бронзану. У табели успешности према броју и пласману такмичара који су учествовали у финалним такмичењима (првих 8 такмичара) Нигерија је са 4 учесника у финалу делила 19. место са 19 бодова.
Такмичари Нигерије су поставили један лични рекорд и два рекорда сезоне.
| Плас. | Земља    | 1. место | 2. место | 3. место | 4. место | 5. место | 6. место | 7. место | 8. место | Бр. финал. | Бод. |
| ----- | -------- | -------- | -------- | -------- | -------- | -------- | -------- | -------- | -------- | ---------- | ---- |
| =19.  | Нигерија | 0        | 1        | 1        | 0        | 0        | 2        | 0        | 0        | 4          | 19   |

## Учесници
| Мушкарци: - Ого-Огене Егверо — 100 м - Noah Akwu — 4 х 400 м - Abiola Onakoya — 4 х 400 м - Tobi Ogunmola — 4 х 400 м - Isah Salihu — 4 х 400 м - Gerald Oghenemega Odeka — 4 х 400 м - Тосин Оке — Троскок | Жене: - Блесинг Окагбаре — 100 м, 200 м, Скок удаљ - Глорија Асумну — 100 м - Stephanie Kalu — 100 м, 4 х 100 м - Реџина Џорџ — 400 м, 4 х 100 м, 4 х 400 м - Омолара Омотосо — 400 м, 4 х 400 м - Alphonsus Peace Uko — 4 х 100 м - Patience Okon George — 4 х 100 м, 4 х 400 м - Bukola Abogunloko — 4 х 400 м - Ugonna Ndu — 400 м препоне - Muizat Ajoke Odumosu — 400 м препоне |  |

## Освајачи медаља

### Сребро
- Блесинг Окагбаре — Скок удаљ

### Бронза
- Блесинг Окагбаре — Трка на 200 метара

## Резултати

### Мушкарци
| Атлетичар                                                                  | Дисциплина | Лични рекорд | Предтакмичење  | Предтакмичење  | Квалификације        | Квалификације        | Полуфинале            | Полуфинале            | Финале                | Финале       | Детаљи |
| Атлетичар                                                                  | Дисциплина | Лични рекорд | Резултат       | Место          | Резултат             | Место                | Резултат              | Место                 | Резултат              | Место        | Детаљи |
| -------------------------------------------------------------------------- | ---------- | ------------ | -------------- | -------------- | -------------------- | -------------------- | --------------------- | --------------------- | --------------------- | ------------ | ------ |
| Ого-Огене Егверо                                                           | 100 м      | 10,06        | слободан       | слободан       | 10,26                | 5. у гр 6            | Нису се квалификовали | Нису се квалификовали | Нису се квалификовали | 27 / 73 (75) |        |
| Noah Akwu Abiola Onakoya Tobi Ogunmola Isah Salihu Gerald Oghenemega Odeka | 4 х 400 м  | 2:58,68 НР   |                |                | 3:04,52              | 7. у гр 1            | Нису се квалификовали | Нису се квалификовали | Нису се квалификовали | 18 / 24      |        |
| Тосин Оке                                                                  | Троскок    | 17,23        | Није стартовао | Није стартовао | Није се квалификовао | Није се квалификовао | Није се квалификовао  | Није се квалификовао  |                       |              |        |

- Атлетичар у штафети означен звездицом био је резерва и није учествовао у трци штафете.

### Жене
| Атлетичарка                                                            | Дисциплина    | Лични рекорд        | Квалификације                 | Квалификације                 | Полуфинале            | Полуфинале            | Финале                | Финале                | Детаљи |
| Атлетичарка                                                            | Дисциплина    | Лични рекорд        | Резултат                      | Место                         | Резултат              | Место                 | Резултат              | Место                 | Детаљи |
| ---------------------------------------------------------------------- | ------------- | ------------------- | ----------------------------- | ----------------------------- | --------------------- | --------------------- | --------------------- | --------------------- | ------ |
| Блесинг Окагбаре                                                       | 100 м         | 10,79 (+1.1 м/с) НР | 11,03 КВ                      | 1. у гр. 5                    | 11,08 КВ              | 1. у гр. 1            | 11,04                 | 6 / 45 (46)           |        |
| Блесинг Окагбаре                                                       | 200 м         | 22,31               | 22,79 КВ                      | 1. у гр. 2                    | 22,39 КВ              | 2. у гр. 2            | 22,32                 |                       |        |
| Блесинг Окагбаре                                                       | Скок удаљ     | 7,00                | 6,83 КВ                       | 2. у гр. А                    |                       |                       | 6,99                  |                       |        |
| Глорија Асумну                                                         | 100 м         | 11,03               | 11,27 КВ ЛРС                  | 3. у гр. 4                    | 11,44                 | 7. у гр. 3            | Није се квалификовала | 23 / 45 (46)          |        |
| Stephanie Kalu                                                         | 100 м         | 11,33               | 11,67                         | 5. у гр. 6                    | Није се квалификовала | Није се квалификовала | Није се квалификовала | 34 / 45 (46)          |        |
| Реџина Џорџ                                                            | 400 м         | 50,84               | 51,01 КВ                      | 2. у гр. 5                    | 50,84 ЛР              | 3. у гр. 1            | Нису се квалификовале | 10 / 35 (36)          |        |
| Омолара Омотосо                                                        | 400 м         | 51,28               | 51,98 КВ                      | 4. у гр. 1                    | 52,38                 | 7. у гр. 3            | Нису се квалификовале | 21 / 35 (36)          |        |
| Ugonna Ndu                                                             | 400 м препоне | 56,12               | 57,27                         | 7. у гр. 4                    | Није се квалификовала | Није се квалификовала | Није се квалификовала | 23 / 29 (32)          |        |
| Muizat Ajoke Odumosu                                                   | 400 м препоне | 54,40 НР            | Дисквалификована по чл. 162.7 | Дисквалификована по чл. 162.7 | Није се квалификовала | Није се квалификовала | Није се квалификовала | Није се квалификовала |        |
| Alphonsus Peace Ukou Patience Okon George Stephanie Kalu Реџина Џорџ2  | 4 х 100 м     | 42,39 НР            | Дисквалификоване по чл. 170.7 | Дисквалификоване по чл. 170.7 |                       |                       | Нису се квалификовале | Нису се квалификовале |        |
| Patience Okon George2 Bukola Abogunloko Омолара Омотосо,2 Реџина Џорџ3 | 4 х 400 м     | 3:21,04 НР          | 3:27,29 КВ НРС                | 2. у гр. 2                    | 3:27,57               | 6 / 16 (17)           |                       |                       |        |

- Атлетичарке означене бројевима, су учествовале у више дисциплина